# Carlos Pera
Carlos Pera Tambo (Baracaldo, 25 de junio de 1952-Calpe, 24 de abril de 2019) fue un médico, cirujano y político español miembro del Partido Socialista de Euskadi-Euskadiko Ezkerra (PSE-EE). Ha sido alcalde de Baracaldo durante doce años, siendo 
el primer edil que más años ha gobernado el municipio en democracia.

## Biografía
Carlos Pera nació el 25 de junio de 1952 en el municipio vizcaíno de Baracaldo. Se licenció en Medicina y Cirujía y ejerció de médico en el Instituto Nacional de la Salud (Insalud) desde 1981 hasta 1988. Posteriormente pasó a Osakidetza-Servicio Vasco de Salud y al de pocos meses fue nombrado director del Servicio Social para Minusválidos del Instituto Foral de Asistencia Social.
Una vez fuera de la política en 2003 entró en el sector inmobiliario y en 2010 volvió a la consulta como médico de familia en el ambulatorio de La Paz, en la propia Baracaldo.
Pera falleció el 24 de abril de 2019 de un infarto en el municipio alicantino de Calpe, a los 66 años de edad. Estaba casado y tenía dos hijos.
Su tía Blanca Pera Sarasúa fue una histórica militante socialista en la clandestinidad durante la dictadura franquista. Posteriormente fue juntera y concejala en el mismo ayuntamiento en el que él mismo sería alcalde.

## Trayctoria política
Carlos Pera se afilió al Partido Socialista de Euskadi-Euskadiko Ezkerra (PSE-EE) en 1987 y cuatro años después fue elegido candidato a alcalde en Baracaldo en sustitución de Jesús María Rodríguez Orrantia, que no optó a la reelección.

### Alcalde de Baracaldo
Tras las elecciones municipales de 1991 Carlos Pera fue investido alcalde y formó un gobierno de coalición con el Partido Nacionalista Vasco (PNV), el gobierno municipal se compuso además del alcalde de cuatro concejales socialistas y otros cuatro jeltzales.
Pera tuvo que dirigir el proceso de reconversión industrial en Baracaldo. El segundo municipio más grande de Vizcaya había sido un polo industrial importante. Pero dicha industria estaba en declive con Altos Hornos de Vizcaya (AHV), que había sido la mayor empresa siderúrgica de España, a las puertas del cierre. De hecho para 1994 la tasa de desempleo de Baracaldo se encontraba en el 20,29%. Durante esta legislatura se construyó el centro comercial Max Center.
En los comicios locales de 1995 el PSE y el PNV se mantuvieron en primera y segunda fuerza respectivamente, pero ambos perdieron dos escaños. Volvieron a formar aun así un gobierno en coalición, pero los nacionalistas vascos tendrían un representante menos en dicho ejecutivo.
Durante este mandato el proceso de transformación urbana se aceleró debido a que en 1996 Altos Hornos finalmente echó el cierre. Para 1997 Baracaldo bajó por primera vez de los cien mil habitantes, y es que la falta de oportunidades obligaba a los jóvenes a abandonar el municipio. En este contexto el Ayuntamiento llevó a cabo el Plan URBAN para recuperar y regenerar los terrenos industriales, contó con aportaciones de la Unión Europea, y el Plan General de Ordenación Urbana (PGOU); así pues se incorporó en Bilbao Ría 2000.
En el antiguo emplazamiento AHV se inició la construcción del recinto ferial Bilbao Exhibition Centre (BEC). También arrancó la construcción del que será el mayor parque comercial y de ocio del norte de España, Megapark.
Para las elecciones municipales de 1999 el pleno del ayuntamiento de Baracaldo pasó de tener 27 concejales a 25. A pesar de ello el PSE-EE logró mantener los nueve escaños, y es que Pera había conseguido su mejor resultado electoral con el 33,36% de los votos válidos. Por su parte el PNV que iba en coalición electoral con EA se mantuvo en segunda posición con un 22,61% de los votos, pero con seis escaños, uno menos que en los comicios pasados.
En un principio los socialistas y jeltzales pretendía continuar con el acuerdo, pero la alianza entre el Partido Socialista y el Partido Popular en San Sebastián empujó a que pactos similares se exploraran en otras localidades vascas. En Baracaldo Pera puso en marcha las negociaciones con los populares para formar gobierno, lo que hizo que los nacionalistas vascos dejaran el ejecutivo municipal en octubre.
Finalmente el PSE-EE gobernó en solitario durante esta legislatura, con acuerdos puntuales con el PNV. Sin embargo los dos últimos años no se logró llegar a acuerdos para aprobar los presupuestos y estos fueron prorrogados.
En el año 2000 Pera se presentó a las elecciones para la secretaría general del PSE-EE de Vizcaya, pero Patxi López fue reelegido para el cargo. Un año más tarde la lista electoral del concejal Tontxu Rodríguez para las municipales de 2003 se impuso a la suya y Pera decidió entonces no optar a la reelección y dejar la política y la militancia.

### Caso de Max Center
En 1992 salió a la luz un escándalo cuando el presidente de la Corporación Mondragón, Javier Mongelos, denunció al socialista Floreal Crespo ante el secretario general del PSE-EE, Ramón Jáuregui, por extorsionarlo al presuntamente intentar cobrarles cien millones de pesetas a cambio de agilizar los trámites para la construcción de Max Center. Tras esto, Crespo y el portavoz del PNV en la corporación municipal baracaldesa, Juan María Mendizábal, fueron imputados por tráfico de influencias y cohecho. Sin embargo, posteriormente se presentó una acta notarial firmada por el propio Crespo, el alcalde Pera y otros dos concejales socialistas en el que se acusaba a un directivo de Mondragón, Pedro Mendieta, de intentar sobornar al consistorio a cambio de la gestión inmobiliaria de la Vega de Ansio.
En diciembre de 1996 la Audiencia de Bilbao condenó a Floreal Crespo a dos meses de arresto mayor por tráfico de influencias, pero lo absolvió del delito de cohecho. Mendizábal por su parte fue absuelto de los dos delitos. No obstante, el asunto fue elevado al Tribunal Supremo y este absolvió al exmilitante socialista.